# Тениет-эль-Хад (национальный парк)
Тениет-эль-Хад (араб. الحديقة الوطنية ثنية الحد‎) — один из национальных парков Алжира. Расположен на севере страны в провинции Тиссемсилт. Расположен в районе одноименного города. Парк покрыт лесным массивом. Расположен в горной цепи «Урсенис» (часть Телль-Атласа). В парке живет множество представителей флоры и фауны. Парк популярен среди алжирцев. Развит пешеходный туризм.